# Okada Naohiko
Naohiko Okada (sinh ngày 30 tháng 12 năm 1978) là một cầu thủ bóng đá người Nhật Bản.

## Sự nghiệp câu lạc bộ
Naohiko Okada đã từng chơi cho Consadole Sapporo.